# MINUSTAH

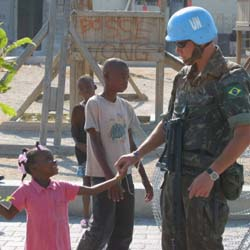
Casco blu brasiliano della MINUSTAH con una bambina haitiana

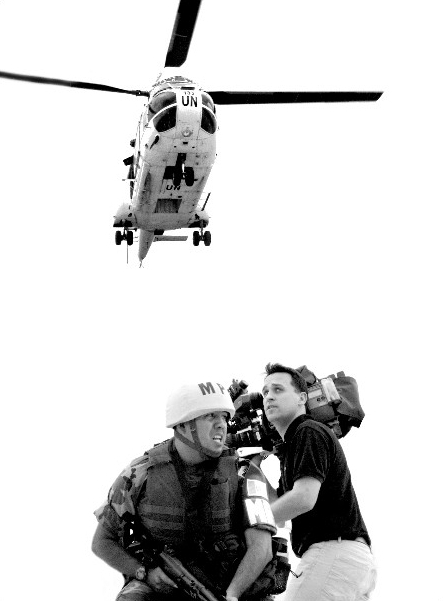
MINUSTAH (Photo: Patrick-André Perron)

La Missione di stabilizzazione delle Nazioni Unite ad Haiti (MINUSTAH dal francese Mission des Nations Unies pour la Stabilisation en Haïti) è stata una missione di peacekeeping dell'ONU stabilita dal Consiglio di Sicurezza il 30 aprile 2004 con la risoluzione 1542.
La missione, operativa a partire da maggio 2004 per concludersi nell'ottobre 2018, si rese necessaria dopo la destituzione del presidente Jean-Bertrand Aristide, da parte di truppe di ribelli, per garantire al paese una transizione democratica del paese.
Il mandato della MINUSTAH è stato quello di aiutare il governo di transizione nazionale nel mantenere l'ordine e la legge nel paese, nel garantire libere e democratiche elezioni e di proteggere il personale delle Nazioni Unite impegnato in progetti umanitari.
Il contingente era composto da circa 8.500 effettivi, tra personale militare e di polizia, provenienti da: Algeria, Argentina, Benin, Brasile, Burkina Faso, Camerun, Canada, Ciad, Cile, Cina, Colombia, Croazia, Repubblica Dominicana, 
Ecuador, Egitto, El Salvador, Filippine, Francia, Giordania, Grenada, Guatemala, Guinea, Italia, Marocco, Madagascar, Mali, Mauritius, Messico, Nepal, Niger, Nigeria, Oman, Pakistan, Paraguay, Perù, Romania, Ruanda, Russia, Senegal, Sierra Leone, Spagna, Sri Lanka, Stati Uniti, Togo, Turchia, Uruguay, e Yemen.
Il quartier generale della missione era situato nella capitale Port-au-Prince mentre il contingente militare è stato guidato dal generale brasiliano Carlos Alberto dos Santos Cruz.
La MINUSTAH era presente con forze militari e Staff Civile in tutti i Dipartimenti del paese, in particolare nei capoluoghi amministrativi di Fort-Liberté, Miragoane, Gonaive, Port-de-Paix, Jeremie, Hinche, St. Marc, Jacmel e Les Cayes
L'Italia ha partecipato con un contingente di 120 carabinieri.
La Missione termina il suo mandato nell'ottobre del 2017 dopo 13 anni di presenza ad Haiti.
Le seguenti Sezioni Civili erano presenti nella MINUSTAH, nel quartier generale e nelle regioni:
Affari civili, Affari politici, Elettorale, Diritti umani, Protezione dell'infanzia, Affari umanitari, Giustizia, Informazione pubblica.
La missione è costata 489 milioni di dollari; durante la missione 96 peacekeepers hanno perso la vita, tra i quali il precedente comandante della missione, il brasiliano Urano Teixeira da Matta Bacellar.

## Le denunce di stupri e sfruttamento della prostituzione minorile
Secondo lo studio condotto dalla Sabine Lee, professoressa di storia moderna dell'università di Birmingham, e Susan Bartels, della Queens University in Ontario, pubblicato sulla rivista accademica Conversation, i militari impiegati nella missione si sarebbero resi responsabili nei confronti della popolazione civile di stupri e sfruttamento della prostituzione minorile, in cambio di pasti o piccoli pagamenti, che avrebbero portato alla nascita di centinaia di bambini, abbandonati alla miseria con le ragazze madri.
Lo studio è frutto di numerose interviste realizzate nel 2017 dopo la fine della missione ed ha coinvolto oltre 2500 haitiani, che hanno raccontato i metodi coercitivi utilizzati dai militari per ottenere i rapporti sessuali, adescando anche adolescenti.